# Droga nr 9977 (Izrael)
Droga lokalna nr 9977 (hebr. 9977 כביש) – jest drogą lokalną położoną w Górnej Galilei, na północy Izraela. Biegnie ona z Doliny Hula na grań szczytową Gór Naftali.

## Przebieg
Droga nr 9977 przebiega przez Samorząd Regionu Ha-Galil ha-Eljon i Samorząd Regionu Mewo’ot ha-Chermon w Poddystrykcie Safed Dystryktu Północnego Izraela. Biegnie równoleżnikowo z ze wschodu na zachód, od Tel Chaj do moszawu Margalijjot.
Swój początek bierze na skrzyżowaniu Tel Chaj z drogą nr 90 w północnej krawędzi Doliny Hula. Jadąc drogą nr 90 na południe dojeżdża się do skrzyżowania z drogą nr 99 przy mieście Kirjat Szemona, lub na północ do moszawu Juwal i miejscowości Metulla. Natomiast droga nr 9977 kieruje się na zachód. Mija położony po stronie południowej College Tel Chaj, a następnie położony po stronie północnej kibuc Kefar Giladi. Dalej droga wspina się po stromym klifie, pokonując różnicę wzniesień w pionie wynoszącą ponad 440 metrów. Na grani szczytowej Gór Naftali mija bazę wojskową Micpe Adi i kończy swój bieg na skrzyżowaniu z drogą nr 886. Jadąc tą drogą na południe dojeżdża się do moszawu Margalijjot, lub na północ do kibucu Misgaw Am.